# Cao Chun
Cao Chun (170 – 210) fou el germà menor de Cao Ren, comandà la unitat d'elit de Cao Cao, els Genets Salvatges. Després de la batalla de Chibi, es proposà ajudar a Cao Ren a defensar el territori Nan però fou derrotat pel general de Wu, Zhou Yu. Durant la contesa un dels homes de Liu Bei, Zhao Yun, s'apoderà de Nan. Històricament fou un gran estudiós i fou molt respectat per professors i erudits.

## El Clan Cao

### Descendents directes
- Cao Yan (曹演)
  - Cao Liang (曹亮)

### Família immediata
- Cao Ren (germà major)
  - Cao Tai (曹泰)
    - Cao Chu (曹初)

  - Cao Kai (曹楷)
  - Cao Fan (曹范)

### Família per extensió
- Cao Cao[1] (cosí major)
  - Cao Pi
    - Cao Rui
      - Cao Fang
        - Cao Mao
          - Cao Huan
- Cao Hong (cosí) (曹洪)
- Cao Xiu (nebot llunyà)
  - Cao Zhao (曹肇)
- Cao Zhen (nebot llunyà)
  - Cao Shuang
  - Cao Xi (曹羲)
  - Cao Xun (曹训)
- Cao Anmin (nebot llunyà) (曹安民)